# 木村正太
木村 正太（きむら しょうた、1986年5月24日 - ）は、岩手県一関市出身の元プロ野球選手（投手）。現在は読売ジャイアンツの球団職員。

## 経歴

### プロ入り前
一関市立山目中学校（現：一関市立磐井中学校）時代から、その快速球には目を瞠るものがあったが、制球には難があった。
地元の進学校である一関一高に進学。公式戦でノーヒットノーランを2度達成。東北地方では「鉄腕機関車」と呼ばれ注目される投手へと成長した。また、3年次には21世紀枠で49年ぶり第76回選抜高等学校野球大会に出場。ダルビッシュ有、佐藤剛士とともに「東北ビッグ3」とも呼ばれた。
2004年のプロ野球ドラフト会議で、読売ジャイアンツから5巡目指名を受け入団。

### プロ入り後
2006年オフには、辻内崇伸、加登脇卓真、東野峻、加藤健、亀井義行の5選手とともにハワイ・ウィンターリーグに派遣された。
2009年は開幕こそ2軍スタートとなったが、ファームで防御率1.80という好成績を残し、5月に1軍に昇格。自身の誕生日である5月24日には、オリックス戦にプロ初登板し、1回を投げて1失点で終えた。その後は中継ぎの1人としてシーズンを通し1軍に定着した。8月23日のヤクルト戦では3回無失点と好投し、初のヒーローインタビューを経験。北海道日本ハムファイターズとの日本シリーズにも2回戦・4回戦で登板を果たした。
2010年は背番号が92から15へ変更された。同姓の木村拓也（元内野守備走塁コーチ）が2009年に引退したことで木村姓の選手は1人になったが、引き続きスコアボードの表記名は「木村正」のままで通すこととなった。先発枠に挑戦するとみられていたが、キャンプ中盤で右肘の故障を発症し離脱。5月27日のシリウス戦に復帰登板したものの、再度怪我を発症。結局この年は1軍登板が無いまま終了した。11月4日には自由契約となると同時に、育成選手契約となる。背番号は011となる。なお、15番は同年のドラフトで1位指名された澤村拓一が付けることとなった。
2011年3月1日には、この年に施行されたプロアマ試合の解禁に伴って行われた、宮崎県総合運動公園第二硬式野球場での巨人対中央大戦に登板。同年シーズンはイースタン・リーグでも登板は無く、10月22日には球団から戦力外通告を受けた。
2012年から、巨人が主催する少年野球スクール「ジャイアンツアカデミー」にコーチとして就任。
2013年1月に、巨人の打撃投手になることが発表された。
2018年1月1日付けでデータ分析室への異動が発表された。
2024年は育成強化本部DAチーム。

## 詳細情報

### 年度別投手成績
| 年 度     | 球 団     | 登 板 | 先 発 | 完 投 | 完 封 | 無 四 球 | 勝 利 | 敗 戦 | セ 丨 ブ | ホ 丨 ル ド | 勝 率 | 打 者 | 投 球 回 | 被 安 打 | 被 本 塁 打 | 与 四 球 | 敬 遠 | 与 死 球 | 奪 三 振 | 暴 投 | ボ 丨 ク | 失 点 | 自 責 点 | 防 御 率 | W H I P |
| --------- | --------- | ----- | ----- | ----- | ----- | -------- | ----- | ----- | -------- | ----------- | ----- | ----- | -------- | -------- | ----------- | -------- | ----- | -------- | -------- | ----- | -------- | ----- | -------- | -------- | ------- |
| 2009      | 巨人      | 25    | 0     | 0     | 0     | 0        | 0     | 0     | 0        | 3           | ----  | 118   | 29.1     | 23       | 2           | 12       | 1     | 0        | 23       | 1     | 0        | 13    | 11       | 3.38     | 1.19    |
| 通算：1年 | 通算：1年 | 25    | 0     | 0     | 0     | 0        | 0     | 0     | 0        | 3           | ----  | 118   | 29.1     | 23       | 2           | 12       | 1     | 0        | 23       | 1     | 0        | 13    | 11       | 3.38     | 1.19    |

### 記録
投手記録
- 初登板：2009年5月24日、対オリックス・バファローズ1回戦（東京ドーム）、9回表に4番手で救援登板・完了、1回1失点
- 初奪三振：同上、9回表に鈴木郁洋から空振り三振
- 初ホールド：2009年9月19日、対東京ヤクルトスワローズ21回戦（明治神宮野球場）、5回裏2死に3番手で救援登板、1/3回無失点

打撃記録
- 初安打：2009年8月23日、対東京ヤクルトスワローズ16回戦（明治神宮野球場）、6回表に石川雅規から右前安打

### 背番号
- 92 （2005年 - 2009年）
- 15 （2010年）
- 011 （2011年）
- 201 （2013年 - 2017年）